# 5312-es mellékút (Magyarország)
Az 5312-es mellékút egy több mint 70 kilométeres hosszúságú, négy számjegyű mellékút Bács-Kiskun vármegye területén; Kalocsától húzódik Hajós, Jánoshalma és Bácsalmás érintésével egészen a déli, szerbiai országhatárig. A leghosszabb egybefüggően bejárható, hazai mellékutak egyike.

## Nyomvonala
Kalocsa keleti külterületei között ágazik ki az 5301-es útból, annak a 70+500-as kilométerszelvénye táján, dél felé. 2,2 kilométer után lépi át Drágszél határát, de lakott helyeket ott nem érint, sőt bő fél kilométer után vissza is lép kalocsai területre, majd egy ideig a két település határvonalát kíséri. 5,3 kilométer után elhalad Kalocsa, Drágszél és Miske hármashatára mellett, onnan nagyjából egy kilométeren át még e két község határvonalát követi, csak azután lép teljesen miskei területre.
Bő 7,5 kilométer után keletebbnek fordul, így éri el kevéssel arrébb Miske első házait, melyek között a Szent Imre utca nevet veszi fel. A központban, a 8+250-es kilométerszelvénye táján keresztezi az 5311-es utat, annak 12+150-es kilométerszelvénye közelében. A folytatásban egy szakaszon a Templom tér, majd a Hajósi utca nevet viseli, így is lép ki a faluból, 9,4 kilométer megtételét követően. A 11. kilométerétől Dusnok külterületei között húzódik, de lakott helyeket itt nem érint, és 12,5 kilométer után ezúttal is visszalép az előző település, Miske határai közé.
14,2 kilométer után éri el Hajós határszélét, a településre pedig 15,7 kilométer után érkezik meg, a Kossuth Lajos utca nevet felvéve. A központban egy darabig a Köztársaság tér nevet viseli, majd Szigeti főutca lesz a neve, utána pedig egy éles irányváltással az Ady Endre utca nevet veszi fel. Így is lép ki a település házai közül, 18,3 kilométer után. A 20. kilométere előtt éri el a Hajósi pincesor nevű külterületi településrészt, majd kevéssel arrébb keresztezi az 54-es főutat, annak 77+600-as kilométerszelvénye előtt. Innentől kezdve számozása kissé szabálytalan, mivel az 54-es út ezen oldalán a mellékutak szabályszerűen 54-gyel kezdődnek.
25,3 kilométer után Kéleshalom határai közé érkezik, de a zsáktelepülésnek tekinthető község központját elkerüli, oda csak az 54 114-es számú mellékút vezet be, amely a 31+500-as kilométerszelvényénél ágazik ki az 5312-es útból, északkelet felé, amúgy lakott területet itt nem érint. Még a 34. kilométere előtt eléri Jánoshalma határát, egy kisebb szakaszon a határvonalat kíséri, de hamarosan teljesen jánoshalmi területre ér. A lakott terület északi szélét 36 kilométer után éri el, a Hajósi út nevet felvéve; később egy szakaszon Erzsébet tér, majd Dózsa György utca a neve; így ágazik ki belőle, 37,8 kilométer után az 5414-es út, így keresztezi nem sokkal arrébb, a központban az 5412-es utat, sőt még azután is így folytatódik, egészen addig, amíg el nem éri a Bátaszék–Kiskunhalas-vasútvonal nyomvonalát, majdnem pontosan a 39. kilométerénél.
Még a vágányok elérése előtt kiágazik belőle az 54 317-es számú mellékút, mely Jánoshalma vasútállomásra vezet, majd a sínek keresztezése után egy rövid szakasz erejéig kelet-északkeleti irányba fordul, Téglagyár utca néven. Az állomás térségét elérve visszatér a délkeleti irányhoz és a Mélykúti út nevet veszi fel, így is lép ki a város lakott területei közül, a 40. kilométerét elhagyva.
43,6 kilométer után szeli át az út Mélykút határát, e várost 47,3 kilométer megtételét követően éri el. A belterület északi szélétől délnek fordulva halad, Jánoshalmi út néven, majd a Hunyadi utca nevet viseli, délkeleti irányt véve, amíg – a 49. kilométerét elhagyva – nem találkozik az 55-ös főúttal, annak 64+300-as kilométerszelvényénél. Onnét nagyjából fél kilométernyi közös szakaszuk következik (kilométer-számozás tekintetében megegyező irányban) délnyugat felé, Rákóczi utca néven – melyből közben kiágazik az 5502-es út is, Tompa délnyugati külterületei felé –, majd a településközpont délnyugati szélén szétválnak, s az 5312-es út délnek folytatódik, Tópart utca, majd Széchenyi utca néven (innentől duplán szabálytalan a száma, mivel a mellékutak ezen a részen szabályosan 55-tel kezdődnek). Utóbbi nevet viselve hagyja maga mögött a település utolsó házait is, az 51. kilométere táján. 51,7 kilométer után, még mindig mélykúti területen keresztezi a Bátaszék–Kiskunhalas-vasútvonal vágányait, és csak jó három kilométerrel délebbre, a vasúttal párhuzamosan haladva hagyja el végleg Mélykutat.
Bácsalmás területén folytatódik, a városhatár átlépésétől dél-délnyugati irányt követve, és nagyjából az 57. kilométeréig a vasúttal párhuzamosan haladva; utóbbit elhagyva a sínek kissé délebbi irányba fordulnak. Az út nagyjából 58,8 kilométer után éri el Bácsalmás legészakabbi házait, ott előbb a Mélykúti út, majd egy kurta szakaszon a Köztársaság utca, utána a Dugonics utca, a József Attila utca, majd a Damjanich János utca nevet viseli. A központban, 60,4 kilométer után beletorkollik nyugat felől, közel 36 kilométer megtétele után az 5501-es út, egy delta csomópontban, ahol a delta déli ága önállóan számozódik, 55 703-as útszámmal. Körülbelül negyed kilométeren át az 5312-es és az 5501-es közös nyomvonalat követ (kilométer-számozás tekintetében egymással ellentétes irányban), majd a városközpont déli részén szétválnak: az 5501-es keletnek folytatódik, az 5312-es pedig a korábbi, nagyjából déli irányában halad tovább, Mártírok útja néven.
A 61+350-es kilométerszelvénye táján éri el a Bátaszék–Kiskunhalas-vasútvonal Bácsalmás vasútállomásának térségét, ott nyugat felé fordul, kelet felé pedig kiágazik belőle az 55 307-es mellékút, mely az állomást szolgálja ki. Kicsit arrébb az út keresztezi a vasutat, majd visszatér az előbbi irányához, és még a 62. kilométere előtt kilép a város belterületéről. 66,6 kilométer után lépi át az út Kunbaja határát, de e község lakott területeit nem érinti, azokra ebből az irányból csak egy önkormányzati út vezet, mely a 67+550-es kilométerszelvény után ágazik ki, nagyjából kelet felé. 68,5 kilométer után az út délnek fordul, és így is ér véget, nem messze a déli országhatártól. Folytatása a szerbiai Bajmok területén a 105-ös útszámozást viseli.
Teljes hossza, az országos közutak térképes nyilvántartását szolgáló kira.gov.hu adatbázisa szerint 71,392 kilométer.

## Története
1934-ben a kereskedelem- és közlekedésügyi miniszter 70 846/1934. számú rendelete a teljes mai hosszában harmadrendű főúttá nyilvánította, Kalocsa és Mélykút között 535-ös, onnan tovább az országhatárig pedig 541-es útszámozással.
Az út legutóbbi nagyobb szabású helyreállításából kimaradtak a Miske és Hajós belterületén átvezető szakaszok, ezen elmaradások pótlásáért a két érintett település éveken át igyekezett küzdeni. Ennek eredményeként a Hajóson átvezető belterületi szakasznak a 2015-ös évben megtörtént a felújítása.
A Magyar Közút Nonprofit Zrt. 2018-ban a Terület- és Településfejlesztési Operatív Program keretein belül országosan több mint 526 kilométernyi út teljes körű felújítását indította el. E program egyik elemeként az 5312-es út 2 kilométeres szakasza is teljes körűen megújult, mintegy nettó 464,3 millió forintból. A projekt része volt a 19+576 kilométerszelvényben található, a Dunavölgyi-főcsatornát átívelő, addig súlykorlátozott forgalmú híd felújítása és megerősítése, egy buszöbölpár létesítése és zárt vízelvezető-rendszer kiépítése is. Ez az útszakasz, Hajós központja és Hajós-Pincefalu között a korábbi évtizedek alatt szinte járhatatlanná vált, sokaknak okozva közlekedési nehézséget, így a 2019 folyamán lezárult felújítása jelentős eredmény volt a város közlekedése szempontjából. A beruházás kivitelezője a Soltút Kft. volt.

## Települések az út mentén
- Kalocsa
- (Drágszél)
- Miske
- (Dusnok)
- Hajós
- Kéleshalom
- Jánoshalma
- Mélykút
- Bácsalmás
- (Kunbaja)